# Robert Dussaut
Pour les articles homonymes, voir Dussaut.
Robert Dussaut (Paris 20e, 19 septembre 1896 - Poissy, 23 octobre 1969) est un compositeur français.

## Biographie
Quatrième enfant d'Anatole Dussaut (directeur d'hôpital et joueur de dames) et de Marthe Dussaut (ils étaient cousins germains), il entre au Conservatoire de Paris en 1920. Violoniste de formation, il met en musique les poèmes de Jean Maddus, pseudonyme de sa tante (Madeleine Dussaut), de François Mauriac, de Henri de Régnier et également la poésie de Pétrarque, Amor Che Vedi, qu'il dédicace à sa marraine, Mme Fernand-Lafargue (Jeanne, Philomène Laperche).
Il obtient le premier grand prix de Rome en 1924 avec la Cantate les Amants de Vérone.
Après son séjour à la Villa Médicis à Rome de 1925 à 1928, il enseigne au Conservatoire de Paris à partir de 1936.
Son catalogue abondant couvre plusieurs genres de musiques : théâtrale, orchestrale, de chambre et vocale. On lui doit ainsi parmi de nombreux ouvrages, un Quatuor à cordes qui a été couronné par l’Académie des Beaux-Arts par le 1er Grand Prix Jacques Durand. Avec instruments supplémentaires, cette œuvre est également à son catalogue comme Symphonie no 1 pour cordes, suivie d’une 2e Symphonie Chorégraphique ; des cycles de mélodies dont Élégie et Printemps également en version violon et piano ; plusieurs drames lyriques et particulièrement : La Fontaine de Pristina et Altanima, opéra créé en 1969 au Grand théâtre de Bordeaux.
Il repose au cimetière de Cenon dans le caveau familial.
Hélène Covatti, compositrice, et Robert Dussaut sont les parents de la pianiste Thérèse Dussaut.

## Œuvres de Robert Dussaut
- Altanima, drame lyrique en 3 actes d'après une pièce d'Audiberti, créé le 21 mars 1969 à Bordeaux sous la direction de Jean Entremont, avec Berthe Montmart dans le rôle-titre[4].
- La Fontaine de Pristina, drame lyrique en quatre actes, paroles et musique de l'auteur[2].
- Manette Lescaut, opéra en 3 actes, paroles et musique de l'auteur[2].
- La conversion de Némania, 3 actes, paroles et musique de l'auteur[2].